# Mirza Selimović
Mirza Selimović (Tuzla, 23. novembar 1990) bosanskohercegovački je pevač. Selimović je pobednik osme sezone muzičkog takmičenja Zvezde Granda.

## Biografija
Rođen je u Tuzli, a odrastao u Srebreniku, gde je završio gimnaziju. Nakon srednje škole, u Tuzli je upisao Građevinski fakultet. Lokalnu popularnost je stekao učešćem u osmoj sezoni muzičkog takmičenja Zvezde Granda — sezona 2013/2014, u kojem je pobedio. To mu je omogućilo snimanje prvog albuma za Grand produkciju. U decembru 2014. je objavio prvi album. Autor većine pesama je Dragan Brajović Braja, a jednu pesmu komponovao je Hari Varešanović. Godine 2014. učestvovao je na petom Grand festivalu.

## Diskografija

### Albumi
- 2014: Mirza Selimović
- 2016: Sve na svoje dođe
- 2022: Ti i ja
- 2023/2024: Pusti da vjerujem[3]

### Singlovi
- 2012: "Ljubavna"
- 2014: "Sto kafana"
- 2014: "Nema srećnog kraja"
- 2015: "Ne dolazi u snove"
- 2016: "Boliš me"
- 2016: "Imaš me"
- 2017: "Hiljadu ruža"
- 2017: "Brod ludaka"
- 2017: "Da se opet rodim" (sa Ivanom Selakov)
- 2018: "Mjesto zločina"
- 2018: "Digni ruke"
- 2018: "Nemam kome"
- 2019: "Avet" (sa Milicom Todorović)
- 2019: "Ti i ja"
- 2019: "Ko te pamti"
- 2020: "Nevjerna"
- 2020: "Bonasera"
- 2021: "Mora da je ljubav" (sa Ilmom Karahmet)
- 2022: "Plakaćeš" [video tekst pesme]
- 2022: "Druga ti"
- 2024: "Crni snjegovi" (sa Šejlom Zonić)
- 2025 : "Za dušu uzmi me"

## Festivali
- Grand festival, 2014. — Teško onom ko volio nije
- Славянский базар, Belorusija, 2021. — Thank you for loving me / Kao moja mati (predstavnik BiH), specijalna nagrada za najbolje izvođenje pesme na slovenskom jeziku
- Beogradsko proleće, 2022. — Plakaćeš, treća nagrada publike
- CMC festival, Vodice, 2024. — Ako jednom se sretnemo